# Adam Hrdina
Adam Hrdina (Nová Baňa, 12 de febrero de 2004) es un futbolista eslovaco. Juega de portero y su equipo es el F. C. Zbrojovka Brno de la Liga Nacional de Fútbol de la República Checa.

## Trayectoria

### Slovan Bratislava
Hrdina debutó en la Superliga de Eslovaquia con el Slovan Bratislava contra el ŠKF Sereď el 14 de mayo de 2022. Además, consiguió mantener la portería a cero durante aquel partido. 

## Clubes
| Club                    | País            | Año       |
| ----------------------- | --------------- | --------- |
| Š. K. Slovan Bratislava | Eslovaquia      | 2022-2025 |
| F. C. Zbrojovka Brno    | República Checa | 2025-     |

## Palmarés

### Títulos nacionales
| Título                  | Club                    | País       | Año  |
| ----------------------- | ----------------------- | ---------- | ---- |
| Superliga de Eslovaquia | Š. K. Slovan Bratislava | Eslovaquia | 2023 |
| Superliga de Eslovaquia | Š. K. Slovan Bratislava | Eslovaquia | 2024 |